# Bahnhof South Acton

Vergleich des Streckennetzes rund um Acton Town zwischen 1909 und heute

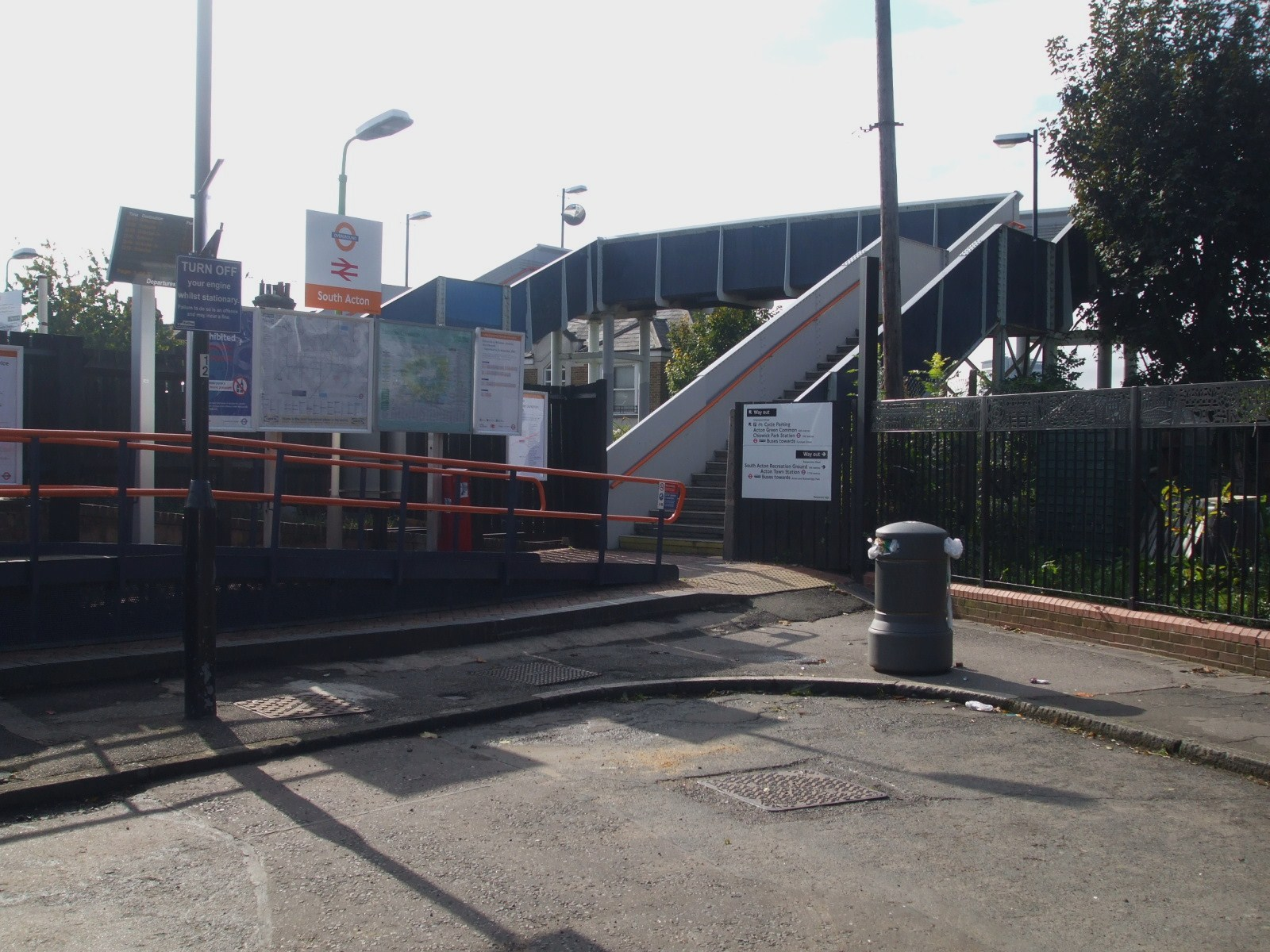
Westeingang heute

South Acton ist ein Bahnhof im Stadtbezirk London Borough of Ealing. Er liegt in der Travelcard-Tarifzone 3 an der North London Line und wird von London-Overground-Zügen bedient. South Acton war einige Jahrzehnte lang auch die Endstation einer Zweigstrecke der zu London Underground gehörenden District Line.

## Geschichte
Der Bahnhof wurde am 1. Januar 1880 durch die North & South Western Junction Railway eröffnet, einer gemeinsamen Unternehmung der London and North Western Railway, der Midland Railway und der North London Railway. Der Betrieb auf der rund 1100 Meter langen Verbindungsstrecke nach Acton Town begann am 15. Mai 1899, vorerst jedoch nur für den Güterverkehr. Nach der Elektrifizierung der Strecke nahm die Metropolitan District Railway, die Vorgängergesellschaft der District Line, den Fahrgastverkehr auf. Trotz der Zweigleisigkeit der Strecke nutzte sie in South Acton nur einen Bahnsteig. Die Züge verkehrten zunächst über Acton Town hinaus nach Hounslow Barracks. In Acton Town bestand Anschluss von und zur Innenstadt.
Nachdem die Strecke nach Hounslow am 15. Februar 1932 von der Piccadilly Line übernommen worden war, verblieb zwischen Acton Town und South Acton lediglich ein Pendelzug. Die Angestellten bezeichneten diesen als The Tea Run, da man aufgrund der kurzen Fahrzeit in Acton Town einen Teekessel aufsetzen konnte und das Wasser pünktlich zur Wiederankunft kochte. Ab dem 15. Juni 1958 verkehrte der Pendelzug an Sonntagen nicht mehr und am 28. Februar 1959 wurde der Betrieb wegen zu geringer Fahrgastzahlen endgültig eingestellt.
Die Station der District Line existiert heute nicht mehr, von der Verbindungsstrecke nach Acton Town bestehen nur noch einige Brückenwiderlager und ein Teil des Bahndamms. Der Bahnhof der Hauptbahn ist heute noch in Betrieb.